# Afiniczny model zamożności
Afiniczny model zamożności (j. ang. Affine Wealth Model, AWM) − model dystrybucji dóbr wykazujący bardzo wysoką zgodność z danymi rzeczywistymi, np. krajowymi współczynnikami Giniego - największą z istniejących modeli matematycznych. Stworzony w 2017 roku przez Adriana Devitta-Lee i współpracowników

## Opis modelu
Model bazuje na modelu wyprzedażowym (Yard-Sale Model, YSM; przypominającym transakcje zawierane na wyprzedażach garażowych) zaproponowanym w 2002 przez Anirbana Chakrabortiego.  W 2014 roku twórcy modelu afinicznego znaleźli równanie Boltzmana opisującego wyniki generowane model garażowy, które przy dużej liczbie małych transakcji można opisać różniczkowym równaniem cząstkowym typu Fokkera-Plancka. W 2015 udowodnili, że niezależnie od warunków początkowych, w modelu YSM majątek przepływa tylko w jedną stronę, a stan modelu dąży do oligarchii.
Afiniczny model zamożności jest modelem z wymianą dóbr (Asset-Exchange Model, AEM), stochastycznym, agentowym, z transakcjami binarnymi.
Jako model agentowy, afiniczny model zamożności opiera się o symulowanie wielu indywidualnych, dobrowolnych i uczciwych, transakcji dokonywanych między elementami skończonego zbioru N agentów (reprezentujących np. firmy, osoby fizycznej, gospodarstwa domowego, etc.) o łącznym majątku W. Każdy agent dysponuje pewną jego ilością, średnio W/N. Agenci są następnie losowo dobierani w pary, w których zawierają transakcje na kwotę pewnej części majątku (oznaczanej jako Δω) uboższego z agentów. Wynik transakcji jest losowy i binarny (na zasadzie rzutu monetą), i decyduje o kierunku przepływu kwoty transakcji od jednego agenta do drugiego.
Aby urealnić model YSM twórcy modelu afinicznego wzbogacali go stopniowo o trzy kolejne parametry (obok początkowego Δω). Parametry te dodatkowo opisują gospodarkę i przepływy między agentami:
1. χ - chi - odpowiadający za redystrybucję majątku między agentami. Jest on równoważny wszelkim transferom w kierunku od bogatych do biednym, np. podatkom, subsydiom, pomocy socjalnej, itp. W modelu ma on charakter liniowego podatku nakładanego na wynik każdej z transakcji. Pobrana kwota jest rozdzielana po równo wśród całego zbioru agentów. Z matematycznego punktu widzenia oznacza to wprowadzenie procesu Ornstein–Uhlenbeck do równania Fokkera-Plancka.
2. ζ - zeta - odpowiadający systemowym przywilejom ekonomicznym (tzw. Wealth-Attained Advantage, WWA), np. wyższym stopom zwrotu z inwestycji, niższemu oprocentowaniu pożyczek, doradztwu finansowemu. Realizacja w modelu polega na zaburzeniu losowości wyniku transakcji na korzyść bogatszej z jej stron. Wielkość zaburzenia jest proporcjonalna do różnicy między majątkami stron (czyli jest zerowa dla agentów o takim samym majątku) i pomnożona przez współczynnik zeta.
3. κ - kappa - odpowiadający ujemnemu majątkowi (np. wynikającemu z kredytu hipotecznego, pożyczek, itp.). Przesuwa on rozkład majątku w dół. W modelu dopuszczalny jest więc, aby agent miał ujemny majątek o wartości κ razy średni majątek. Przed każdą transakcją obu stronom pożyczany jest majątek Δ tak, aby był on dodatni dla obu stron, po czym jest on spłacany.

Wpływ czynników χ i ζ narzuca funkcji gęstości majątku agentów dwa stany: podkrytyczny, gdy ζ < χ, i nadkrytyczny, gdy ζ ≥ χ. Ten ostatni odpowiada stanowi oligarchii częściowej, gdy większość majątku należy do mniejszości agentów. 
Afiniczność (powinowactwo, pokrewieństwo) modelu wynika z jego właściwości matematycznych. Wykres jego rozwiązań, przedstawiany przez krzywą Lorenza, jest skalowalny horyzontalnie i wertykalnie dla dowolnych N i W. Wykazuje również dualność, która dotyczy zamienności współczynników chi i zeta. Równanie modelu dla stanu nadkrytycznego można rozwiązać dla stanu podkrytycznego z zamienionymi χ i ζ. Model wykazuje też niezależność od określonych addytywnych przesunięć rozkładu majątku związanego ze współczynnikiem κ.
Afiniczny model zamożności wykazuje bardzo duża zgodność z danymi rzeczywistymi. Rozkład majątku w USA w różnych okresach naśladuje z dokładnością mniejszą niż 0,16%. Dla danych z Europy z roku 2010 odbiegają one o 0,3-0,5%.

## Wnioski z modelu
Według autorów modelu, pokazuje on, że naturalna dystrybucja majątku w gospodarce wolnorynkowej jest w pełni oligarchiczna. Można w nim zdefiniować ściśle oligarchię częściową. Zjawisko to następuje, gdy korzyści z bogactwa ζ przewyższa lub jest równy wpływom redystrybucji χ. W takiej sytuacji mała część agentów będzie dysponować 1-χ/ζ majątku społecznego.
Z własności matematycznych wynika, że nawet przy całkowicie równym początkowym podziale majątku, niezależnie od wartości zysków i strat na poszczególnych transakcjach, w modelu agentowym nierówności zawsze przyrastają. Wynika to z zaburzenia rozkładu jakie wprowadza już pierwsza transakcja. Wszystkie kolejne, nawet jeśli są uczciwe, prowadzą do pogłębiania nierówności. Dopiero wprowadzenie redystrybucji wprowadza stabilizacje do systemu i wyznacza granicę nierówności rozkładu majątku.
Modele statystyczne, takie jak afiniczny model zamożności, pokazuje też jak duże znaczenie ma przypadek i wartości początkowe (np. w efekcie dziedziczenia). Z błędem mniejszym niż 1/3% usytuowanie podmiotu na skali majątkowej można wyjaśnić właśnie statystyką, czyli tak zwanemu  "szczęściu", a nie konkretnym cechom osobowym, jak "zaradność", "pracowitość", "sprytu". 
Autorzy postulują więc o staranne projektowanie mechanizmów redystrybucji, jednak pojmowanemu jako przepływ majątku między ludźmi a nie jako podatki (przepływ od ludzi do władz).